# Plains (Texas)
Pour les articles homonymes, voir Plains.
La ville de Plains est le siège du comté de Yoakum, dans l’État du Texas, aux États-Unis. Elle comptait 1 481 habitants lors du recensement de 2010.

## Source
- (en) Cet article est partiellement ou en totalité issu de l’article de Wikipédia en anglais intitulé « Plains, Texas » (voir la liste des auteurs).